# Trechus tenuiscapus
Trechus tenuiscapus är en skalbaggsart som beskrevs av Carl Hildebrand Lindroth. Trechus tenuiscapus ingår i släktet Trechus och familjen jordlöpare. Inga underarter finns listade i Catalogue of Life.